# Hemionitis
Hemionitis L. è un genere che comprende oltre 400 specie di felci, che vivono nella roccia con una distribuzione in svariate tipologie di habitat e in regioni calde, secche o rocciose, e che crescono spesso in piccole fessure sulle scogliere. La maggior parte delle piante di questo genere sono piccole, robuste e sempreverdi. Le foglie sono spesso densamente ricoperte di tricomi.